# Championnats d'Afrique de marathon
Les Championnats d'Afrique de marathon sont une ancienne compétition d'athlétisme créée après le retrait de l'épreuve du programme des Championnats d'Afrique d'athlétisme après 1990. Elle n'a connu que deux éditions, en 1994 et en 1996.

## Éditions
| N° | Année | Ville hôte               |
| -- | ----- | ------------------------ |
| 1  | 1994  | Abidjan ( Côte d'Ivoire) |
| 2  | 1996  | Soweto ( Afrique du Sud) |

## Médaillés

### Individuel hommes
| Année | Or                   | Or              | Argent                        | Argent          | Bronze                | Bronze          |
| ----- | -------------------- | --------------- | ----------------------------- | --------------- | --------------------- | --------------- |
| 1994  | Andries Pilusa (RSA) | 2 h 25 min 13 s | Mohammed Abbas Mustapha (NGA) | 2 h 30 min 48 s | Guirna Lema (ETH)     | 2 h 32 min 52 s |
| 1996  | Adam Motlagale (RSA) | 2 h 21 min 9 s  | Willy Kalombo Mwenze (ZAI)    | 2 h 21 min 54 s | Geoffrey Kinywa (KEN) | 2 h 22 min 38 s |

### Par équipes hommes
| Année | Or             | Or     | Argent         | Argent | Bronze        | Bronze |
| ----- | -------------- | ------ | -------------- | ------ | ------------- | ------ |
| 1994  | Afrique du Sud | 22 pts | Niger          | 39 pts | Côte d'Ivoire | 40 pts |
| 1996  | Éthiopie       | 18 pts | Afrique du Sud | 24 pts | Eswatini      | 28 pts |

### Individuel femmes
| Année | Or                   | Or              | Argent                 | Argent          | Bronze              | Bronze         |
| ----- | -------------------- | --------------- | ---------------------- | --------------- | ------------------- | -------------- |
| 1994  | Elfenesh Alemu (ETH) | 3 h 8 min 5 s   | Emebet Abosa (ETH)     | 3 h 15 min 44 s | Fantaye Sirak (ETH) | 3 h 19 min 5 s |
| 1996  | Sarah Mokgotla (RSA) | 2 h 56 min 53 s | Pitso Mantokoane (LES) | 3 h 2 min 27 s  | Renée Scott (RSA)   | 3 h 5 min 39 s |